# 1039. grenadirski polk (Wehrmacht)
1039. grenadirski polk (izvirno nemško 1039. Grenadier-Regiment; kratica 1039. GR) je bil pehotni polk Heera v času druge svetovne vojne.

## Zgodovina
Polk je bil ustanovljen 26. junija 1944 kot del 64. pehotne divizije. Uničen je bil konec oktobra 1944.